# Соколов, Владимир Николаевич (комкор)
Владимир Николаевич Соколов (16 августа 1886 года  — 15 апреля 1939) — советский военный деятель, руководитель группы военного контроля КСК при СНК СССР, главный инспектор Комитета обороны СНК СССР, комкор.

## Биография
Русский, член ВКП(б) с 1917, образование высшее. Окончил Императорский Николаевский Саратовский университет. В 1916 окончил ускоренный курс Александровского военного училища, подпоручик.
В 1918 Саратовский губернский военком, командир отдельной Саратовской бригады, начальник оперативного отдела Регистрационного управления Полевого Штаба РВСР, заместитель окружного военкома Приволжского военного округа. В 1922—1925 помощник командующего Московским военным округом, Северо-Кавказским военным округом.
В 1925—1927 учился в Военной академии имени Фрунзе. В 1927 командир 2-го стрелкового корпуса. В течение последующего десятилетия, с 1927 по 1937 являлся начальником Управления по войсковой мобилизации и укомплектованию ГУ РККА, начальником штаба Сибирского военного округа, заместителем командующего Кавказской Краснознамённой армии, заместителем командующего Закавказским военным округом. С апреля 1937 по ноябрь 1938 руководитель группы военного контроля КСК при СНК СССР, главный инспектор Комитета обороны СНК СССР, а затем в резерве Управления по начальствующему составу РККА.

## Адрес
Москва, улица Серафимовича, дом 2, квартира 15.

## Репрессии
Уволен из РККА в ноябре 1938. Арестован 14 ноября 1938, приговорён Военным трибуналом войск НКВД Московского военного округа 14 апреля 1939 к ВМН по обвинению в участии в контр-революционной организации. Расстрелян на следующий день, 15 апреля 1939, реабилитирован посмертно 30 июня 1956.